# Arthur-Hartdegen-Weg

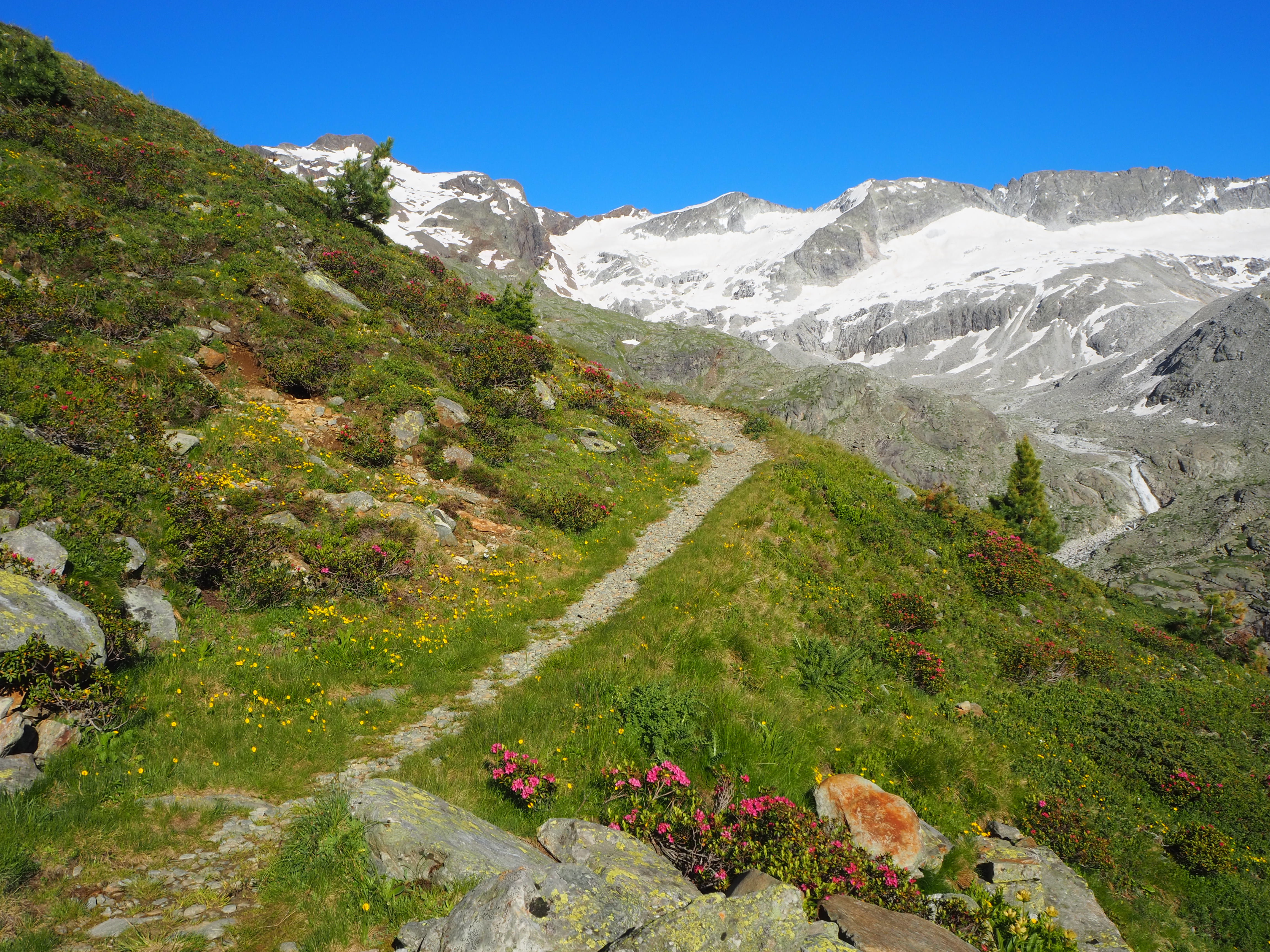
Arthur-Hartdegen-Weg

Der Arthur-Hartdegen-Weg ist ein Wanderweg im Naturpark Rieserferner-Ahrn oberhalb von Taufers in Südtirol. Er beginnt und endet in Rein in Taufers und umrundet das Bachertal. Der Weg wurde schon 1910 eröffnet und nach dem ehemaligen Vorsitzenden der Sektion Kassel des Deutschen und Oesterreichischen Alpenvereins benannt.

## Wegführung
Der markierte Wanderweg beginnt in Rein und führt zuerst aufwärts zur Kasseler Hütte. Danach quert er die Flanken des Hochgalls und einige mit Drahtseilen versicherte Felsabstürze unterhalb des Riesernocks. Dann erreicht er die Ursprungsalm, die im Sommer bewirtschaftet ist. Über die obere Kofferalm führt er auf sanften Waldwegen zurück nach Rein.
Der Weg hat eine Gesamtlänge von circa 18 Kilometern und überwindet gut 1000 Höhenmeter jeweils im Auf- und Abstieg. Er ist als lange Eintagestour oder mit Übernachtung und eventuellen Gipfelanstiegen in zwei Tagen zu bewältigen. Der Weg ist wenig schwierig, passende Witterung und Bergerfahrung vorausgesetzt.